# سیاه‌هوبره کوچک
سیاه‌هوبره کوچک (نام علمی: Sypheotides indicus) نام یک گونه از سرده هوبره‌های ساوانا است.